# Peter Th. Walther
Peter Th. Walther (* 1. Dezember 1952 in Berlin) ist ein deutscher Historiker.
Walther absolvierte ein Studium der Germanistik und Geschichte an der Freien Universität Berlin und der State University of New York, an der er 1989 promoviert wurde. Von 1993 bis 1996 war er Mitarbeiter beim Forschungsschwerpunkt „Zeithistorische Studien“ und von 1997 bis 2000 Wissenschaftlicher Mitarbeiter an der Berlin-Brandenburgischen Akademie der Wissenschaften. Seit 2001 forschte er an der Humboldt-Universität Berlin. Er war Mitglied der Arbeitsgruppe zum „Universitätsjubiläum 1810–2010“.

## Schriften (Auswahl)
- mit Marc Schalenberg (Hrsg.): „... immer im Forschen bleiben“. Rüdiger vom Bruch zum 60. Geburtstag. Steiner, Stuttgart 2004.
- mit Peter Nötzoldt (Bearb.): Die Berliner Akademien der Wissenschaften im geteilten Deutschland 1945–1990. Hrsg. von Jürgen Kocka. Akademie-Verlag, Berlin 2002.
- mit Rainer Hohlfeld (Bearb.): Die Königlich Preußische Akademie der Wissenschaften zu Berlin im Kaiserreich / Interdisziplinäre Arbeitsgruppe Berliner Akademiegeschichte im 19. und 20. Jahrhundert. Hrsg. von Jürgen Kocka. Akademie-Verlag, Berlin 1999.
- mit Martin Sabrow (Hrsg.): Historische Forschung und sozialistische Diktatur. Beiträge zur Geschichtswissenschaft der DDR. Leipziger Universitätsverlag, Leipzig 1995.
- mit Wolfram Fischer u. a. (Hrsg.): Exodus von Wissenschaften aus Berlin. Fragestellungen – Ergebnisse – Desiderate. Entwicklungen vor und nach 1933. De Gruyter, Berlin 1991.
- (Bearb.) Georg G. Iggers: Neue Geschichtswissenschaft. Vom Historismus zur historischen Sozialwissenschaft. Ein internationaler Vergleich. Mit Beiträgen von Norman Baker u. Michael Frisch. Deutscher Taschenbuch-Verlag, München 1978.